# Mons Ioannis Pauli II
Mons Ioannis Pauli II är ett berg i Antarktis. Det ligger i Västantarktis. Chile gör anspråk på området. Toppen på Mons Ioannis Pauli II är 1 110 meter över havet.
Terrängen runt Mons Ioannis Pauli II är platt åt nordost, men åt sydväst är den kuperad. Trakten är glest befolkad. Närmaste befolkade plats är Arturo Parodi Station, 4,1 kilometer öster om Ioannis Pauli II.